# Straßenbahn Brünn

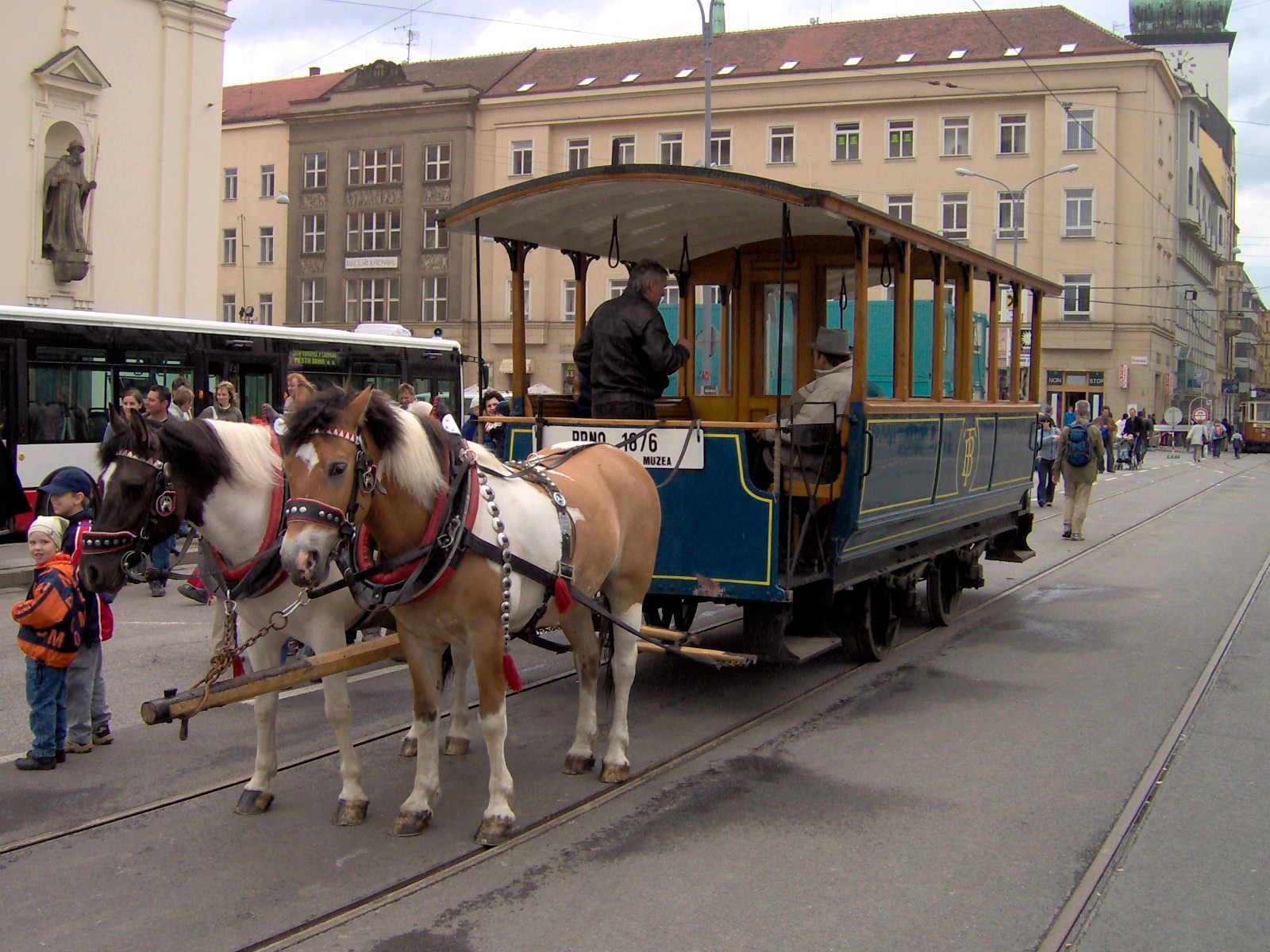
Historische Pferdestraßenbahn bei einem Umzug auf dem Mährischen Platz

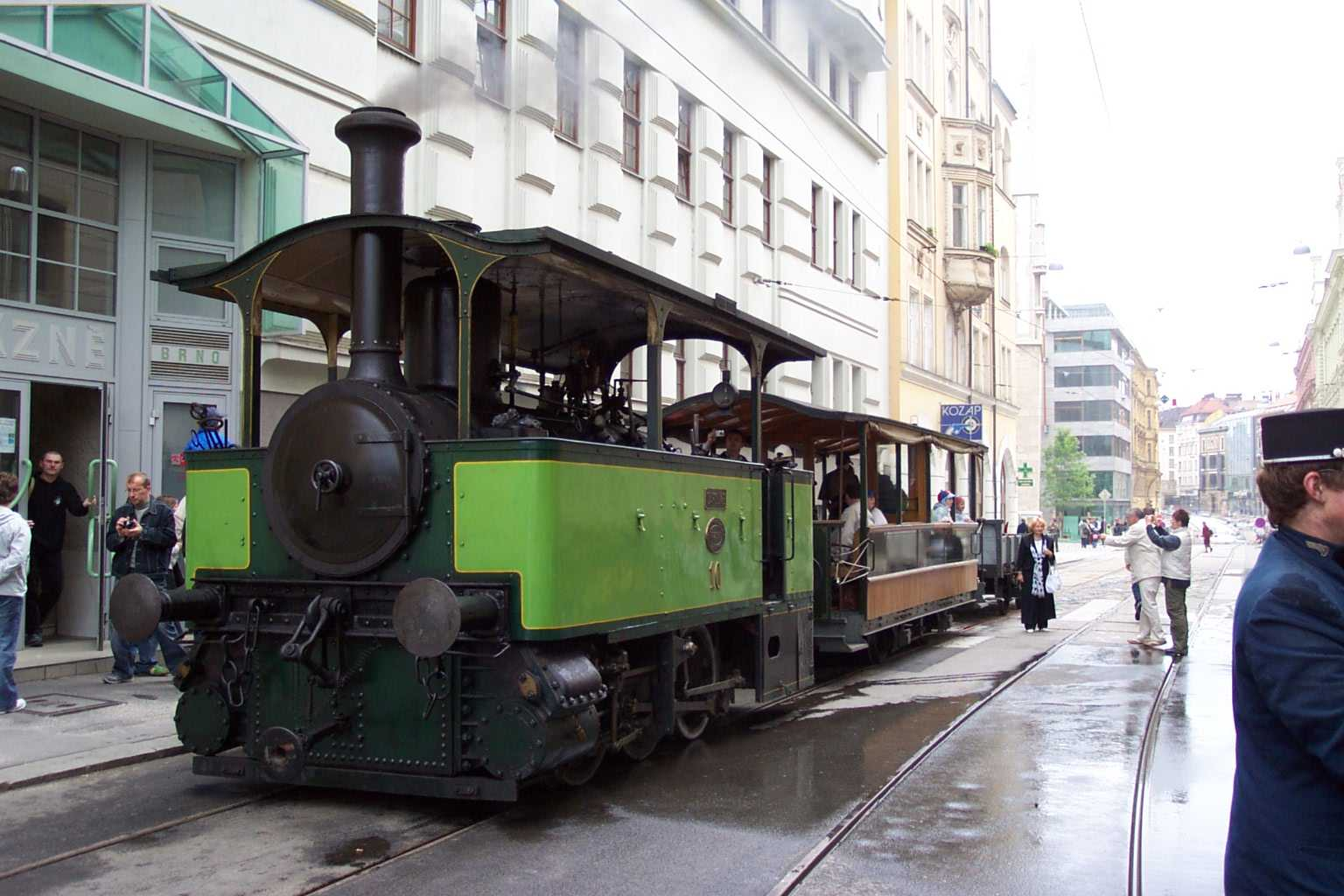
Dampfstraßenbahn im Stadtzentrum

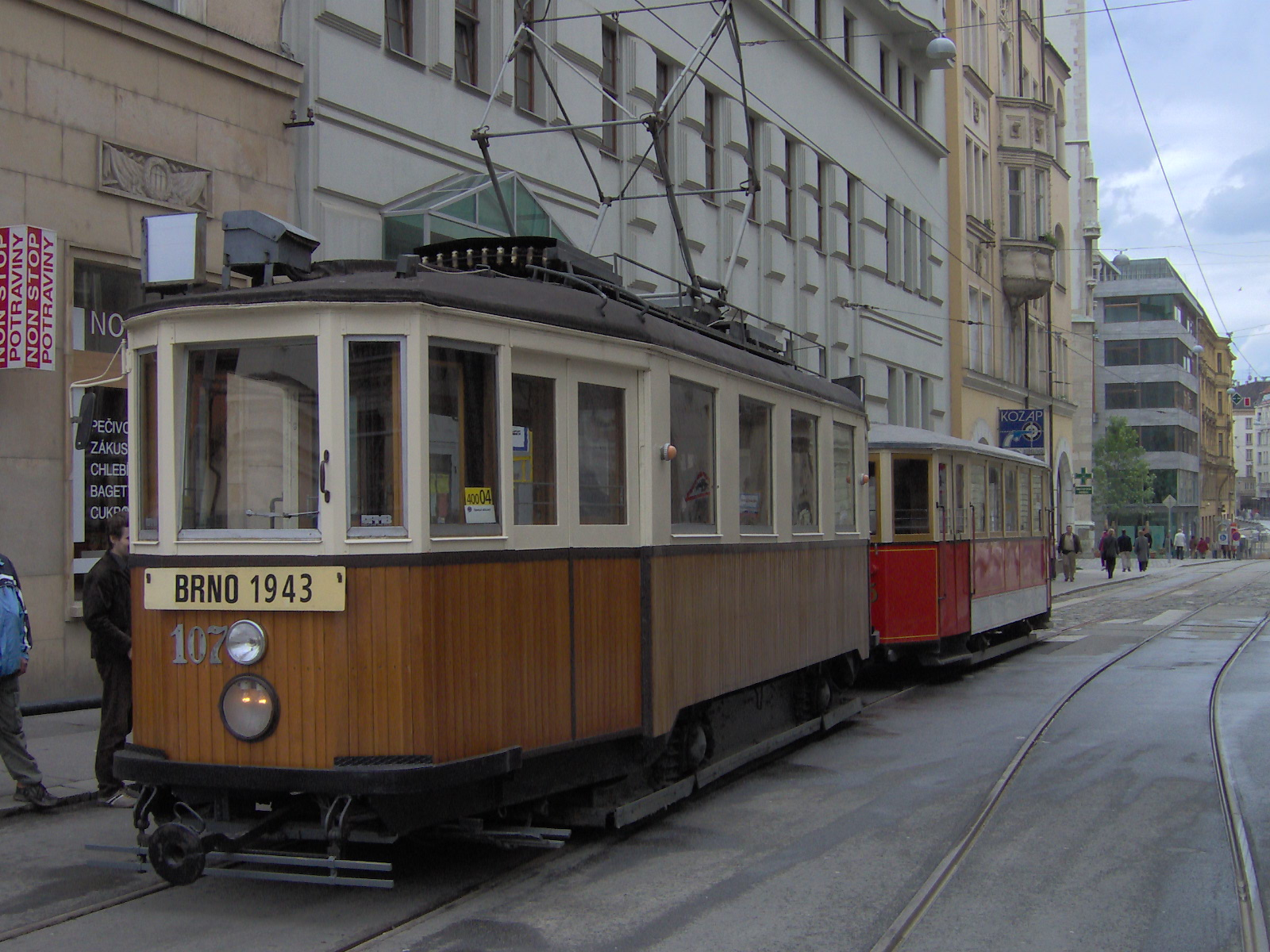
Historische Straßenbahngarnitur

Die Straßenbahn Brünn (tschechisch: Brno) war die erste Straßenbahn, die auf dem Staatsgebiet des heutigen Tschechien in Betrieb genommen wurde. Heute hat Brünn das zweitgrößte Straßenbahnnetz von Tschechien, nach der Hauptstadt Prag. Lokal wird die Bahn šalina (Aussprache: Schalina) genannt.
Im Jahr 2007 waren 13 Tageslinien mit einer Gesamtlänge von 139 km in Betrieb. Die Strecken verlaufen nicht nur im Stadtgebiet, sondern führen bis in die südlich von Brünn gelegene Ortschaft Modřice. Vor der Inbetriebnahme der letzten Streckenverlängerung im Jahr 2008 maß das Streckennetz 69,7 km. Betreiber der Straßenbahn ist die Verkehrsgesellschaft der Stadt Brünn Dopravní podnik města Brna (DPMB).

## Die Betreibergesellschaft
Betreiber der Straßenbahn, wie auch der anderen Einrichtungen des ÖPNV (Obusse und Busse) in Brno, ist die Verkehrsgesellschaft der Stadt Brünn Dopravní podnik města Brna akciová společnost (DPMB). Diese Gesellschaft wurde als Aktiengesellschaft zum 1. Januar 1998 gegründet. Sie übernahm die Aufgaben des Rechtsvorgängers Dopravní podnik města Brna. Die Stadt Brno ist alleiniger Aktionär. Die Gesellschaft betreibt auch die Personenschifffahrt auf dem Stausee Brněnská přehrada.

## Geschichte

### Die erste Pferdestraßenbahn
Brünn erhielt – nach Wien (1865), Pest (1866), Buda (1868) und Timișoara (Juli 1869) – als fünfte Stadt des damaligen Österreich-Ungarn und als erste Stadt im heutigen Tschechien eine Pferdestraßenbahn. Am 17. August 1869 wurde die erste Strecke in Betrieb genommen. Sie führte vom Lažanskýplatz (heutiger Name: Moravské náměstí = Mährischer Platz) in die nördlich des Stadtzentrums gelegene und damals noch selbständige Gemeinde Královo Pole. Betreiber war die Brünner Tramway Gesellschaft für Personen und Frachtenverkehr. Zu Betriebsbeginn standen nur sechs Wagen zur Verfügung. Nach und nach kaufte die Gesellschaft insgesamt 53 Wagen für den Personen- und zehn für den Güterverkehr. Bereits 1874 wurde der Betrieb wieder eingestellt.

### Die zweite Pferdestraßenbahn
Die Brünner Tramway-Unternehmung nahm im Juni 1876 eine Strecke vom Hauptbahnhof nach Pisárky in Betrieb, etwas später kam noch eine zweite Strecke dazu. Beide Strecken wurden aber nur im Sommerhalbjahr befahren, und bereits im Oktober 1880 musste der Betrieb aus Rentabilitätsgründen wieder eingestellt werden.

### Dampfstraßenbahn
Die Brünner Local-Eisenbahn-Gesellschaft (BLEG) nahm 1886 die ersten Strecken als Brünner Dampf-Tramway in Betrieb.
Nach dem Verkauf der Strecken im Jahr 1898 an die österreichische Union Elektrizitäts-Gesellschaft in Wien begann im Jahr 1900 die Umstellung auf elektrischen Betrieb. Dampflokomotiven waren in Brünn aber noch bis 1914 für den Güterverkehr im Einsatz.

### Beginn der elektrischen Straßenbahn
Am 21. Juni 1900 wurden die ersten elektrifizierten Strecken in Betrieb genommen. Zur Verfügung standen 41 Triebwagen und 41 Beiwagen, letztere wurden bis auf 12 neue Fahrzeuge von der Dampfbahn übernommen. Betreiber war die Gesellschaft der Brünner Elektrischen Strassenbahnen. Im ersten Jahr des Betriebs wurden neue Strecken gebaut, so dass bald 5 Linien angeboten werden konnten.
Als im Jahr 1914 die Gesellschaft in finanzielle Schwierigkeiten geriet, wurde sie von der Österreichischen Elektrizitäts Lieferungs Aktiengesellschaft aus Wien übernommen. Während des 1. Weltkrieges war an einen Ausbau kaum zu denken. Nur eine einzige Strecke wurde verlängert – bis zu einem Lazarett.

### Blütezeit der Brünner Straßenbahn
Nach Entstehung der Tschechoslowakei im Jahr 1918 übernahm die Společnost brněnských pouličních drah (Gesellschaft der Brünner Straßenbahnen) den Betrieb. Ihre Hauptaufgabe war zunächst die Verbesserung der heruntergekommenen Bahnen und Strecken. Ab 1924 wurden neue Strecken gebaut, später lag der Schwerpunkt auf dem Bau eines zweiten Gleises auf bisher einspurigen Strecken.
1938 waren acht Strecken im Betrieb. 1942 wurde die Lokalbahn Brünn–Lösch, eine klassische Eisenbahn, übernommen und durch Elektrifizierung in eine Straßenbahnlinie umgewandelt. Im Jahr 1998 wurde im Zuge der Verlängerung der Linie 8 die erste und bis 2022 einzige unterirdische Station Jirova im Stadtteil Brno–Lišeň (Brünn–Lösch) in Betrieb genommen.

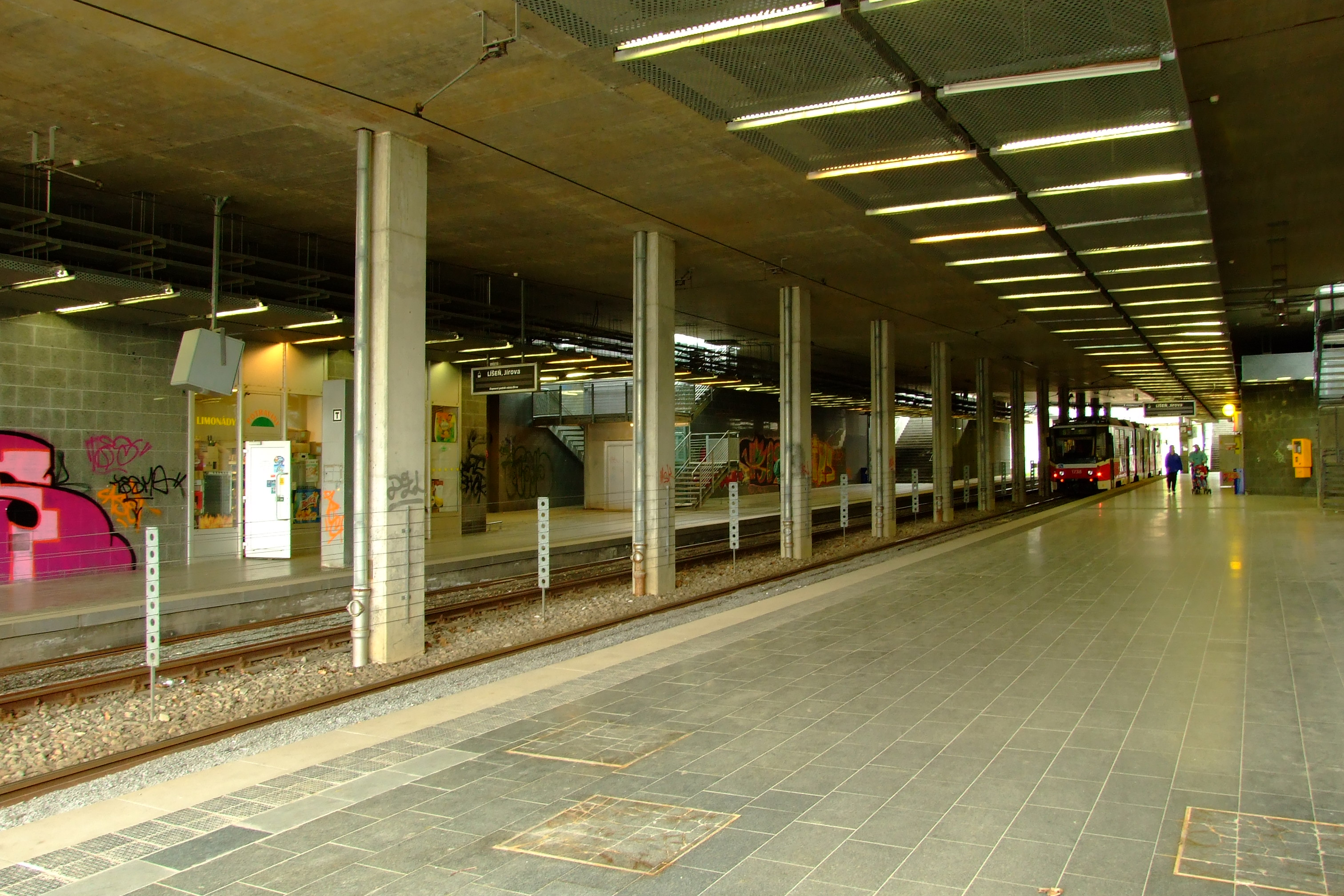
Unterirdische Haltestelle Jírova

Am 11. Dezember 2022 erfolgte die ca. 900 m lange Verlängerung der Linie 8 zur neuen Endstelle Nemocnice Bohunice. Diese wird durch einen Tunnel, in dem die Station Západní brána liegt, erreicht.

## Trivia
Im Volksmund wird die Straßenbahn in Brünn als „šalina“ bezeichnet. Dieses Wort ist eine Verballhornung der früheren deutschen Bezeichnung „Elektrische Linie“, wobei die tschechische Schreibweise der Aussprache dieses Ausdrucks „elektriŠE LÍNYe“ lautet.

## Linien

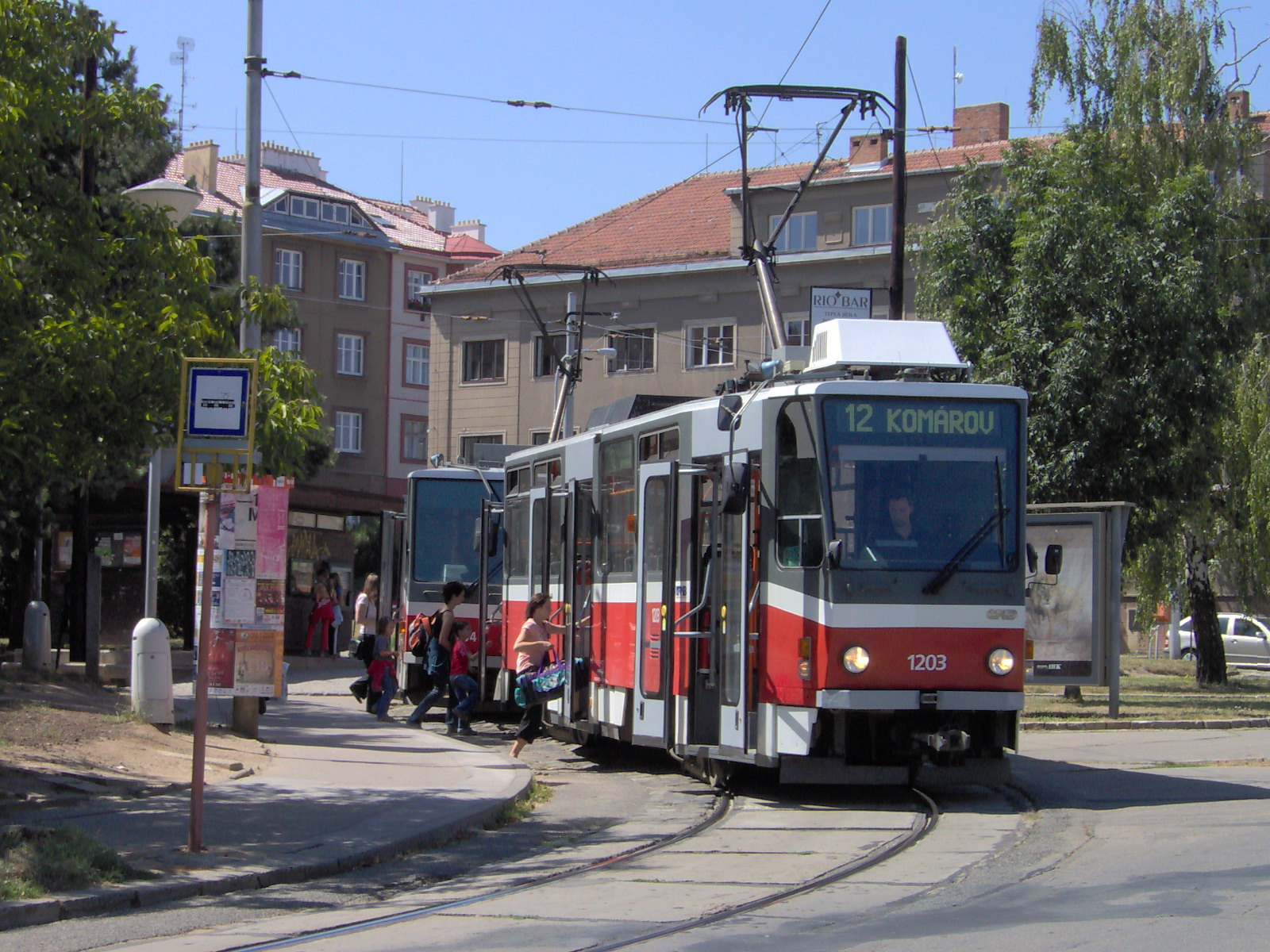
Straßenbahn Typ T6A5

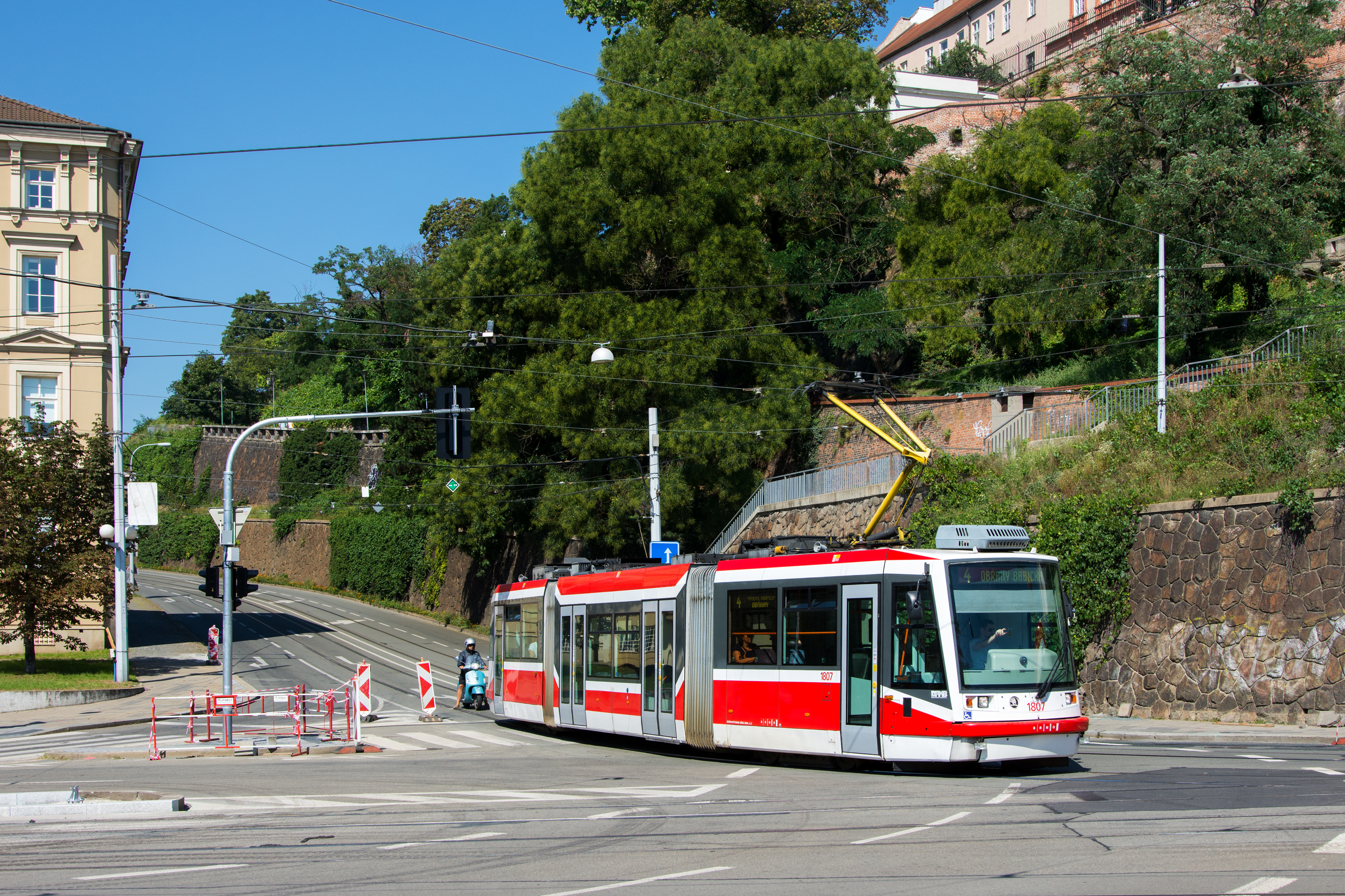
Straßenbahn Typ Škoda 03T

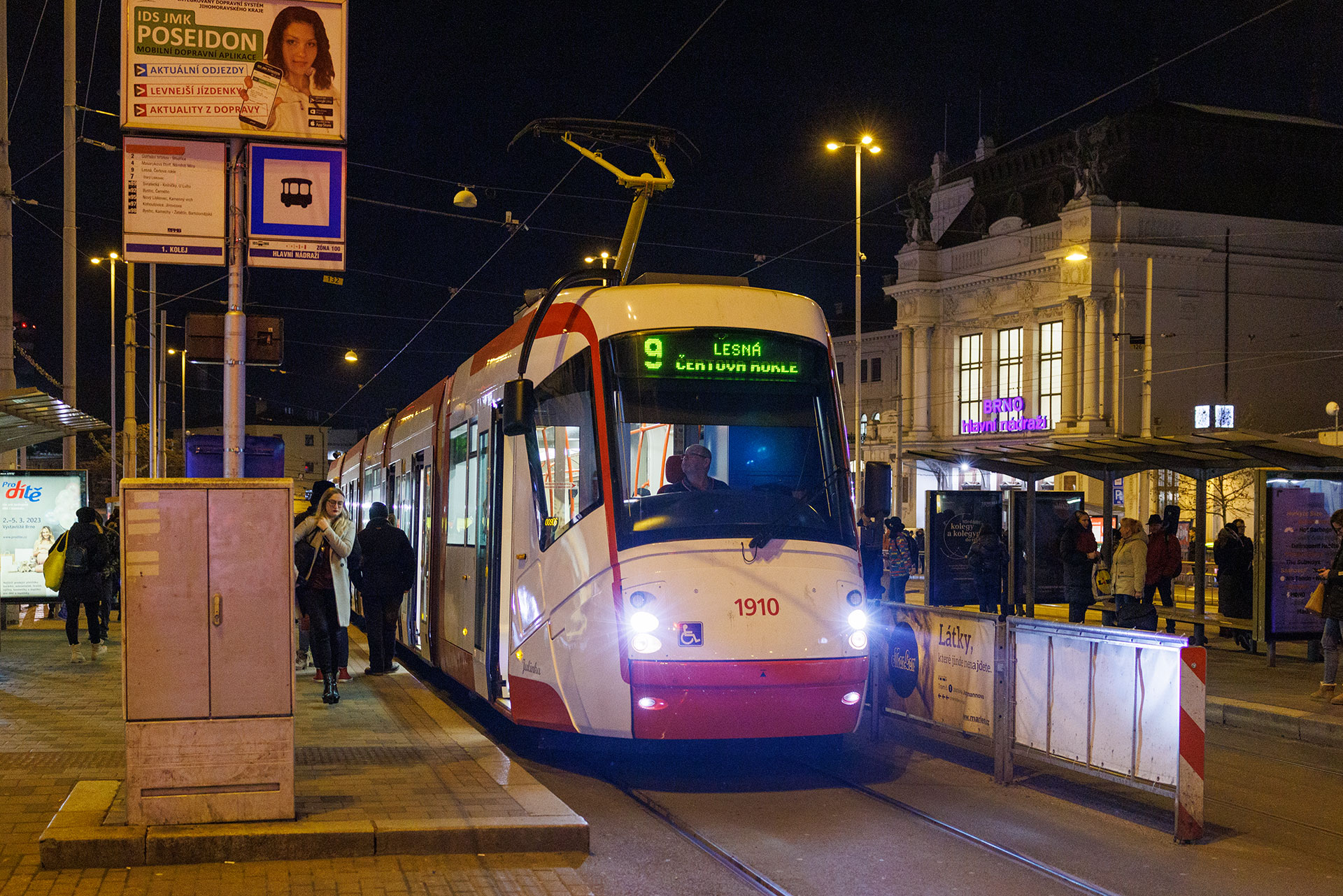
Škoda 13T Straßenbahn in neuen Farben in Brünn

Die Linien der Brünner Straßenbahn (Stand: August 2024):
| Linie | Linienweg |
| ----- | --- |
| 1     | Řečkovice – Filkukova - Kořískova - Hudcova - Tylova - Semilasso - Husitská - Jungmannova - Kartouzská - Šumavská - Hrnčířská - Pionýrská - Antonínská - Moravské náměstí - Malinovského náměstí - Hlavní nádraží - Nové sady - Hybešova - Václavská - Mendlovo náměstí - Výstaviště, hlavní vstup - Výstaviště, vstup G2 - Lipová - Pisárky - Báfova - Stránského - Vozovna Komín - Svratecká - Branka - Podlesí - Kamenolom - Zoologická zahrada - Přístaviště - Kubíčkova - Ondrouškova - Bytrc, Ečerova                                                                                 |
| 2     | Židenice, Stará Osada – Kuldova – Vojenská nemocnice – Tkalcovská – Körnerova – Malinovského náměstí – Hlavní nádraží – Nové sady – Hybešova – Václavská – Poříčí – Nemocnice Milosrdných bratří – Celní – Hluboká – Ústřední hřbitov – Bohunická – Ořechovská – Moravanské lány – Moravanská – Modřická cihelna – Modřice, Tyršova – Modřice, smyčka |
| 3     | Židenice, Stará osada – Kuldova – Vojenská nemocnice – Jugoslávská – Dětská nemocnice – Náměstí 28. října – Moravské náměstí – Česká – Grohova – Konečného náměstí – Rybkova – Tábor – Králova – Burianovo náměstí – Mozolky – Rosického náměstí – Vozovna Komín – Svratecká – Branka – Podlesí – Kamenolom – Zoologická zahrada – Přístaviště – Bystrc, Rakovecká |
| 4     | Masarykova čtvrť, náměstí Míru – Heinrichova – Všetičkova – Úvoz – Obilní trh – Komenského náměstí – Česká – Náměstí Svobody – Zelný trh – Hlavní nádraží – Malinovského náměstí – Körnerova – Tkalcovská – Trávníčkova – Mostecká – Vozovna Husovice – Náměstí Republiky – Tomkovo náměstí – Cacovická – Maloměřický most – Proškovo náměstí – Obřanská, u školy – Čtvery hony – Obřanský most – Obřany, Babická |
| 5     | Štefánikova čtvrť – Venhudova – Zdráhalova – Jugoslávská – Dětská nemocnice – Náměstí 28. října – Moravské náměstí – Česká – Šilingrovo náměstí – Nemocnice u sv. Anny – Mendlovo náměstí – Poříčí – Nemocnice Milosrdných bratří – Celní – Hluboká – Ústřední hřbitov – Ústřední hřbitov, smyčka |
| 6     | Královo Pole, nádraží – Semilasso – Husitská – Jungmannova – Kartouzská – Šumavská – Hrnčířská – Pionýrská – Antonínská – Moravské náměstí – Česká – Šilingrovo náměstí – Nemocnice u sv. Anny – Mendlovo náměstí – Poříčí – Nemocnice Milosrdných bratří – Celní – Krematorium – Běloruská – Švermova – Osová - Karpatská - Dunajská – Starý Lískovec, smyčka |
| 7     | Lesná, Čertova rokle - Halasovo náměstí - Fügnerova - Bieblova - Lesnická - Černá Pole, Zemědělská - Tomanova - Jugoslávská - Tkalcovská - Körnerova - Malinovského náměstí - Hlavní nádraží - Nové sady - Soukenická - Křídlovická - Vojtova - Vsetínská - Krematorium - Běloruská - Švermova - Osová - Karpatská - Dunajská – Starý Lískovec, smyčka |
| 8     | Líšeň, Mifkova – Jírova – Kotlanova – Masarova – Novolíšeňská – Líšeňská – Bílá hora – Bělohorská – Krásného – Židovský hřbitov – Geislerova – Životského – Masná – Vlhká – Hlavní nádraží – Nové sady – Soukenická – Křídlovická – Vojtova – Vsetínská – Krematorium – Běloruská – Švermova – Osová – Západní brána – Nemocnice Bohunice |
| 9     | Lesná, Čertova rokle – Halasovo náměstí – Fügnerova – Bieblova – Lesnická – Zemědělská – Tomanova – Jugoslávská – Dětská nemocnice – Náměstí 28. října – Moravské náměstí – Česká – Náměstí Svobody – Zelný trh – Hlavní nádraží – Vlhká – Masná – Životského – Geislerova – Buzkova – Otakara Ševčíka – Dělnický dům – Židenice, Juliánov |
| 10    | Variante 1: Stránská skála, smyčka - Stránská skála – Podstránská Variante 2: Novolíšeňská - Líšeňská - Bílá hora – Bělohorská Krásného - Židovský hřbitov - Židenice, Geislerova - Životského - Masná (Křenová) - Vlhká - Hlavní nádraží (spojka u Grandu) - Malinovského náměstí (Rooseveltova) - Česká (Česká) - Grohova - Konečného náměstí - Rybkova - Tábor (Veveří) - Králova - Burianovo náměstí - Mozolky - Rosického náměstí - Sochorova - Vozovna Komín - Svratecká (Kníničská) - Branka - Podlesí - Kamenolom - Zoologická zahrada (Obvodová) - Přístaviště - Bystrc, Rakovecká |
| 11    | Ab 1. Mai 2023 eingestellt |
| 12    | Technologický park – Technické muzeum – Červinkova – Skácelova – Dobrovského – Tererova – Klusáčkova – Nerudova – Konečného náměstí – Grohova – Česká – Šilingrovo náměstí – Nové sady – Hlavní nádraží – Úzká – Zvonařka – Kovářská – Svatopetrská – Konopná – Komárov |

Von den Linien 1 und 5 gibt es Hauptverkehrsverstärker mit kürzer resp. geänderter Linienführung.

## Fahrzeuge
Brünn hat einen sehr heterogenen Bestand an Straßenbahnwagen. Am 25. August 2024 standen 278 Fahrzeuge zur Verfügung.
| Abbildung       | Typ                | Umbauten und Untertypen                                     | Lieferjahre des Bestandes (gesamter Lieferzeitraum) | Bestand                |
| --------------- | ------------------ | ----------------------------------------------------------- | --------------------------------------------------- | ---------------------- |
| Tatra T3M       | Tatra T3           | Tatra T3G, Tatra T3R, Tatra T3P, Tatra T3R.EV, Tatra T3R.PV | 1968–2006 (1963–2006)                               | 42                     |
| Tatra K2P       | Tatra K2           | Tatra K2P                                                   | 1975 (1967–1983)                                    | 1                      |
| Tatra KT8D5R.N2 | Tatra KT8D5        | Tatra KT8D5R.N2                                             | 1986–2003 (1986–2003)                               | 22                     |
| Tatra T6A5      | Tatra T6A5         | Tatra T6A5                                                  | 1995–1997 (1995–1997)                               | 40                     |
| Tatra KT8D5N    | Tatra KT8D5N       | Tatra KT8D5N                                                | 1998–1999 (1998–1999)                               | 7                      |
| Škoda 03T       | Škoda 03T          | Škoda 03T                                                   | 2003–2006 (2003–2006)                               | 13                     |
| Tatra K3R-N     | Tatra K3R-N        | Tatra K3R-N                                                 | 2004–2006 (2004–2006)                               | 4                      |
| VarioLFR.E      | Pragoimex Vario LF | VarioLFR.E                                                  | 2006–2016 (2006–2016)                               | 32                     |
| Škoda 13T       | Škoda 13T          | Škoda 13T                                                   | 2007–2016 (2007–2016)                               | 49                     |
| VarioLF2R.E     | Pragoimex VarioLF2 | VarioLF2R.E                                                 | 2008–2016 (2008–2016)                               | 32                     |
|                 | EVO2               | EVO2                                                        | 2020–2024 (2020–2024)                               | 35                     |
|                 | Škoda 45T          | Škoda 45T                                                   | 2022–2023, 2025 (2022–2023, 2025–2026)              | 6 + 34 in Auslieferung |

Von den Verkehrsbetrieben Prag wurden 10 gebrauchte Fahrzeuge vom Typ Tatra T6A5 erworben. Sie wurden im Juni 2019 nach Brünn geliefert und nach erfolgter Renovierung wurden die ersten Fahrzeuge gegen Ende Oktober 2019 zum ersten Mal eingesetzt. Ein Fahrzeug wird als Ersatzteilspender ausgeschlachtet, ein zweites kommt als Rangierfahrzeug in einem der Depots zum Einsatz. Aus den 8 renovierten oder noch zu renovierenden Fahrzeugen werden vier Doppeltraktionszüge gebildet.
Für die Erneuerung der Fahrzeugflotte gab der Betreiber DPMB im Herbst 2019 bekannt, dass er beabsichtigt bis zu 40 Neufahrzeuge zu erwerben. Sie sollen eine Länge von ca. 30 m und eine Breite von rund 2,50 m besitzen. Außerdem wird Platz für bis zu 230 Fahrgäste mit mindestens 60 Sitzplätzen verlangt. Škoda Transportation gewann den Auftrag mit der Variante 45T des ForCity Smart. Zunächst wurden nur fünf Fahrzeuge fest bestellt, deren erstes im Oktober 2022 der Öffentlichkeit vorgestellt wurde. Die Auslieferung einer später ausgeübten Option von 15 Fahrzeugen begann im März 2025. Der Abschluss der Auslieferung dieser 15 Fahrzeuge wurde dabei noch für das Jahr 2025 angekündigt, die Auslieferung der verbleibenden und zwischenzeitlich ebenfalls bestellten 20 Fahrzeuge für das Jahr 2026. Die Fahrzeuge dienen dem Ersatz von Fahrzeugen der Typen KT8D5 und T6A5.